# 自由貿易黨

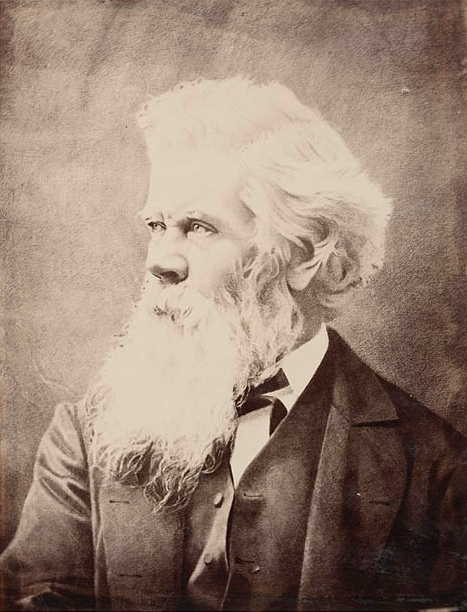
亨利·帕克斯

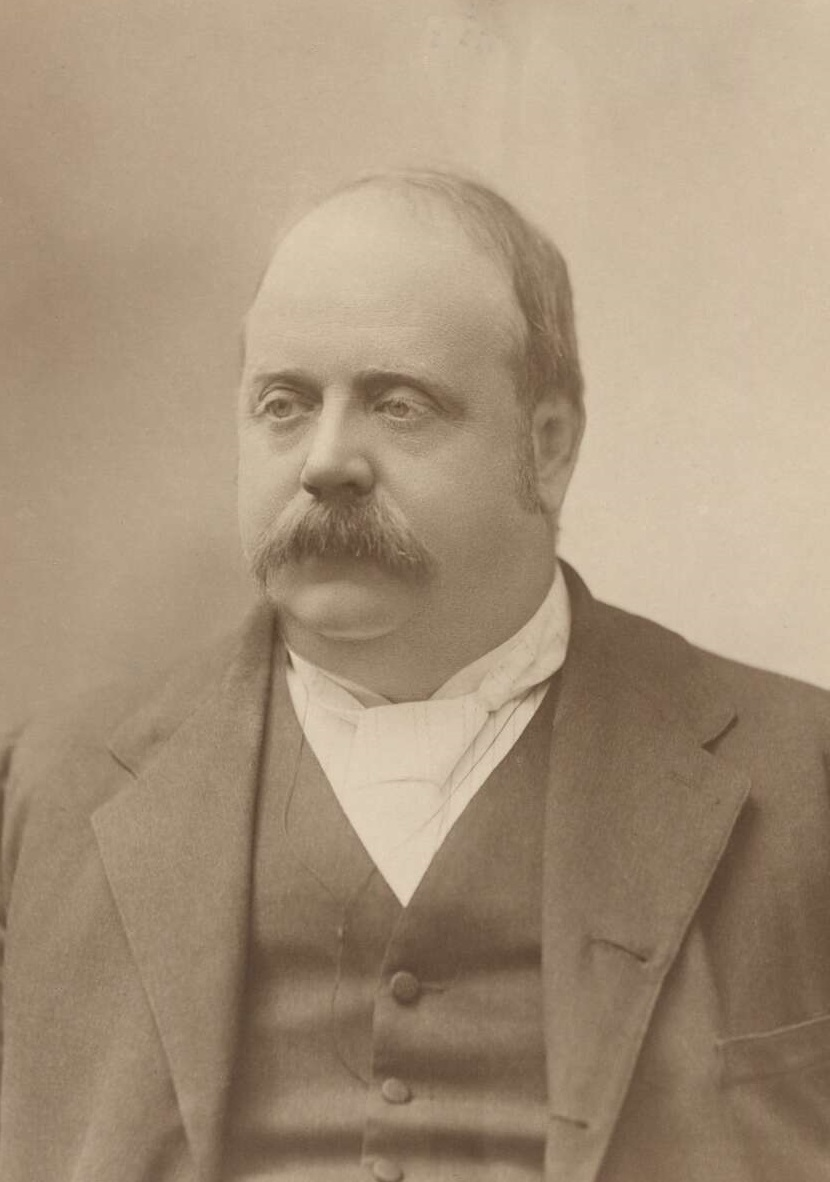
喬治·里德

自由貿易黨（英語：Free Trade Party）是澳洲歷史上的政黨，是20世紀初年的兩大黨之一（另一大黨是保護貿易黨）。自由貿易黨全名“澳洲自由貿易及自由協會”，於1887年成立，在1906年更名為反社會主義黨（Anti-Socialist Party），1909年解散，党员加入聯邦自由黨。
自由貿易黨以新南威爾斯為總部，存在的22年中只有兩位黨魁：亨利·帕克斯和喬治·里德。亨利·帕克斯曾任新南威爾士殖民地總理，在澳大利亞聯邦建立過程中起到重要作用，因而被尊為“聯邦之父”。喬治·里德和黨員約瑟夫·庫克先後當上澳洲第5、6任總理。
自由貿易黨贊成廢除保護性關稅和其他貿易限制，鼓吹自由貿易。自由貿易與保護主義的爭論在19世紀后半葉的澳洲各英屬殖民地的最大政治議題，但在聯邦建立以後，由於新的聯邦關稅制度的建立失去存在意義，因此自由貿易黨在短暫維持與保護貿易黨、工黨三足鼎立的局面后嘗試重新定位為反社會主義政黨，但已無法維繫基本陣營，因此和原保護貿易黨合併，成爲以對抗工黨座位基本政治定位的聯邦自由黨。